# Hokejový Klub Mesta Zvolen
L'Hokejový Klub Mesta Zvolen (HKM Zvolen) è una squadra professionistica slovacca di hockey su ghiaccio che milita in Extraliga slovacca. Il team viene soprannominato Rytieri, cavalieri in italiano.

## Storia

### Primi anni
Il club è stato fondato il 18 marzo 1927 con la denominazione di ZTC Zvolen, ma il primo match venne disputato solo 5 anni più tardi, nel 1932, contro lo Slávia Banská Bystrica, perdendo addirittura per 18 reti a zero nella prima partita e 20 ad uno nella sfida di ritorno. La prima partita in un campionato venne disputata nella stagione 1933/34, solo l'anno successivo però arrivò la prima vittoria, contro il Sokol Kremnica. Dopo la seconda guerra mondiale il club conobbe un periodo florido, soprattutto tra il 1947 ed il 1953, mentre successivamente andò incontro a un declino.

### Era cecoslovacca
Una rinascita hockeystica si ebbe nel 1964, quando il team venne denominato Lokomotíva Bučina Zvolen: alcuni anni dopo infatti, nel 1970, con questa nuova denominazione venne promosso in seconda serie, vincendola nel 1973, ottenendo così la possibilità di salire in Extraliga cecoslovacca, cosa che però non avvenne a causa delle numerose sconfitte nel poule promozione. Il team vinse successivamente per altre tre volte la seconda serie (stagioni 1974–75, 1975–76 e 1977–78) ma tutte e tre le volte, nuovamente, perse la possibilità di salire di serie a causa delle sconfitte nel poule promozione.

### Campionato slovacco
Quando venne fondata l'Extraliga slovacca, lo Zvolen fu una delle squadre ammesse in partenza al campionato ma lo terminò all'ultimo posto retrocedendo così nella cadetteria. Successivamente riuscì a tornare nel massimo livello del campionato slovacco, arrivando, nella stagione 1999/00, prima volta nella propria storia, sino alla finale playoff, uscendo però sconfitto (2-3 nella serie) per mano dello Slovan Bratislava. L'anno seguente tuttavia riuscì a conquistare il titolo, battendo l'HC Dukla Trenčín (serie 3-1) nella finale playoff. In seguito il team di Zvolen raggiunse la finale altre quattro volte riuscendo però a bissare il successo del 2001 solo nella stagione 2012/13 (serie 4-1 contro il Košice).

### Continental Cup
Lo Zvolen ha vinto anche un titolo europeo, l'IIHF Continental Cup, vincendo tutte le partite della final four del 2005 giocata contro la Dinamo Mosca, l'Alba Volan ed i Milano Vipers.

## Palmarès

### Competizioni nazionali
- Campionato slovacco: 2

2000–01, 2012–13

### Competizioni internazionali
- IIHF Continental Cup: 1

2005